# Филёвский парк (станция метро)
«Филёвский парк» — станция Московского метрополитена на Филёвской линии. Расположена на границе районов Филёвский Парк и Фили-Давыдково (ЗАО). Открыта 13 октября 1961 года в составе участка «Фили» — «Пионерская». Наземная открытая станция с одной островной платформой.
Расположена под Минской улицей.

## История и происхождение названия
Была открыта 13 октября 1961 года в составе участка «Фили» — «Пионерская», после ввода в эксплуатацию которого в Московском метрополитене стало 59 станций. В проекте станция носила рабочие названия «5-е кольцо», «Кастанаево» и «Кастанаевская», последние из которых использовались в процессе строительства и указывались на схемах метро 1958—1961 годов. При открытии станция получила название по находящемуся рядом Филёвскому парку.
В 1991 году станцию предлагали переименовать в «Сеславинскую» во избежание путаницы между станциями «Фили» и «Филёвский парк».

## Вестибюли и пересадки
На станции два остеклённых наземных вестибюля, лестницы к которым расположены ближе к середине платформы. Из станции можно выйти на обе стороны Минской улицы. Рядом со станцией расположены улицы Малая и Большая Филёвские, Кастанаевская, Сеславинская и Олеко Дундича, а также площадь Ромена Роллана и площадь Московско-Минской дивизии.
В 2003 году был реконструирован восточный вестибюль и в нём расположили серверную между входом и выходом. В западном вестибюле автоматы по продаже билетов на станции были установлены за турникетами у выхода. Ситуация с «Филёвским парком», по словам представителя подземки, получилась неоднозначная. Места при входе действительно нет. Название на архитраве вестибюля убрали и повесили табличку.
16 июня 2017 года восточный вестибюль вновь закрыт реконструкцию, а чуть позднее была закрыта и платформа при следовании из центра к станции «Кунцевская». Закончить работы предполагалось к 1 октября 2017 года.
18 июня 2018 года восточный вестибюль станции открылся и вступил в эксплуатацию. В тот же день, в связи с ремонтом, закрылся западный вестибюль станции и часть платформы. Реконструкцию закончили 18 сентября того же года.

## Станция в цифрах
Суточный пассажиропоток 25 900 чел. (исследование 2002 года). Пикет ПК96+87,7.
- Таблица времени прохождения первого поезда через станцию[5]:

| По чётным числам                    | Будние дни | Выходные дни |
| По нечётным числам                  | Будние дни | Выходные дни |
| В сторону станции «Багратионовская» | 05:58:00   | 05:59:00     |
| В сторону станции «Багратионовская» | 05:58:00   | 05:59:00     |
| В сторону станции «Пионерская»      | 05:45:00   | 05:45:00     |
| В сторону станции «Пионерская»      | 05:45:00   | 05:45:00     |

## Техническая характеристика
Конструкция станции — наземная с островной платформой. Сооружена по типовому проекту из сборного железобетона.

## Оформление
Колонны, которые поддерживают навес над платформой и эстакаду Минской улицы, а также цоколи павильонов и стены лестниц, облицованы светло-серым мрамором. Покрытие платформы — асфальт. Бетонные путевые стены есть только в середине платформы. Светильники скрыты в ребристом потолке.

## Наземный общественный транспорт

### Городской
На этой станции можно пересесть на следующие маршруты городского пассажирского транспорта:
- Автобусы: м34, е29, 73, 107, 130, 135, 155, 231, 248, 299, Sk2

### Областной
- Автобус № 139 Метро «Филёвский парк» — микрорайон «Новая Трёхгорка» (Стартранс)
- Автобус № 818 Метро «Филёвский парк» — Международный университет (Стартранс)

## Галерея
|  |

Станция до реконструкции
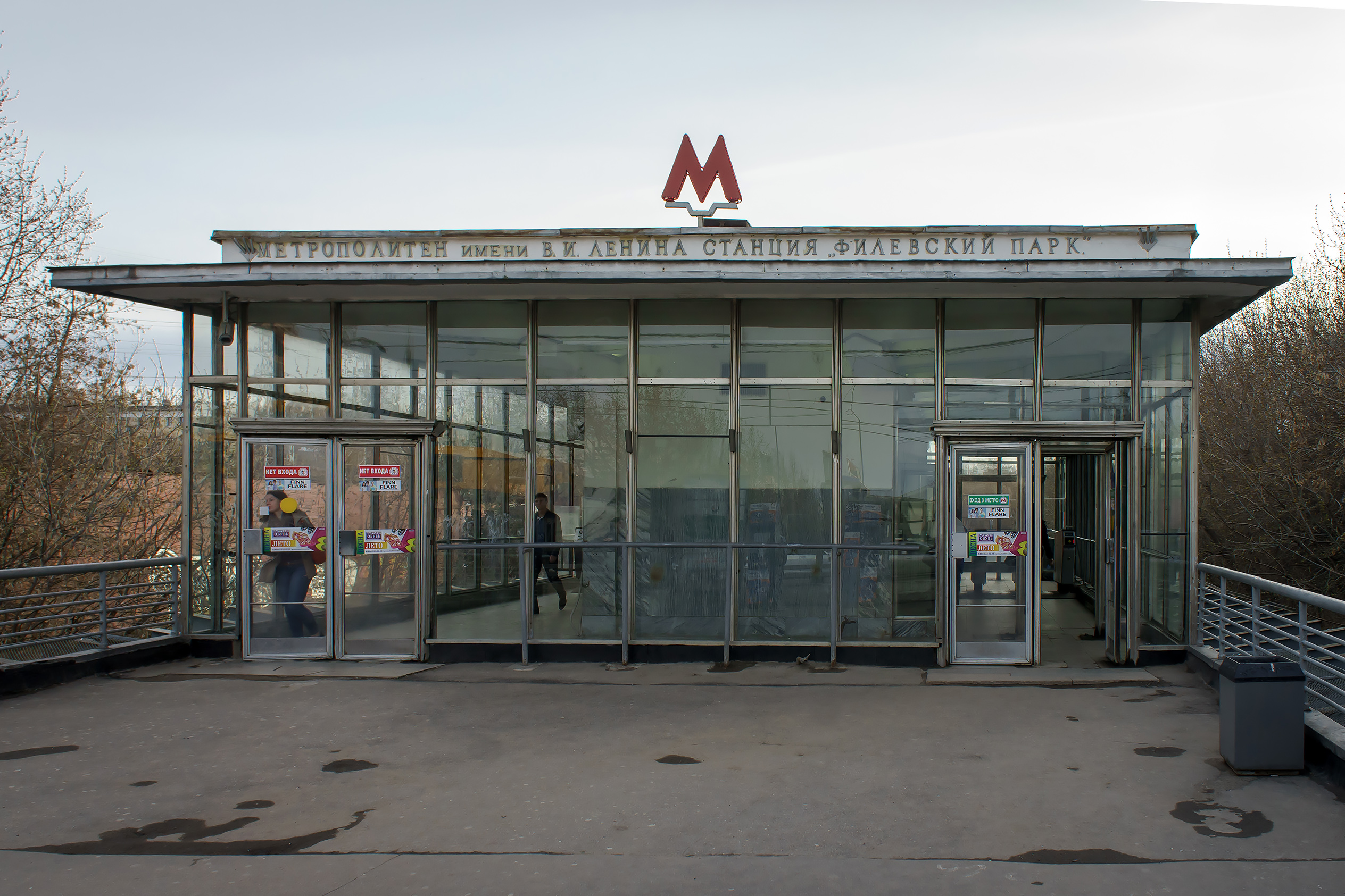
Западный вестибюль
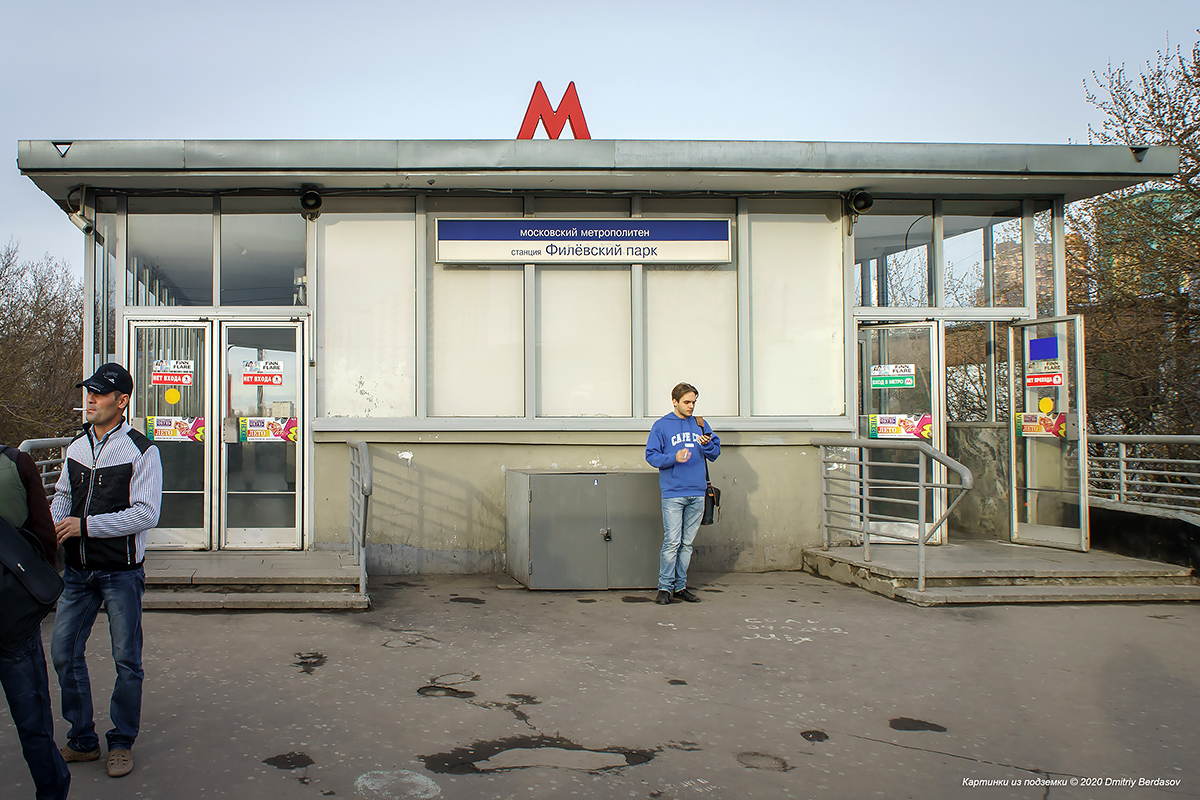
Восточный вестибюль
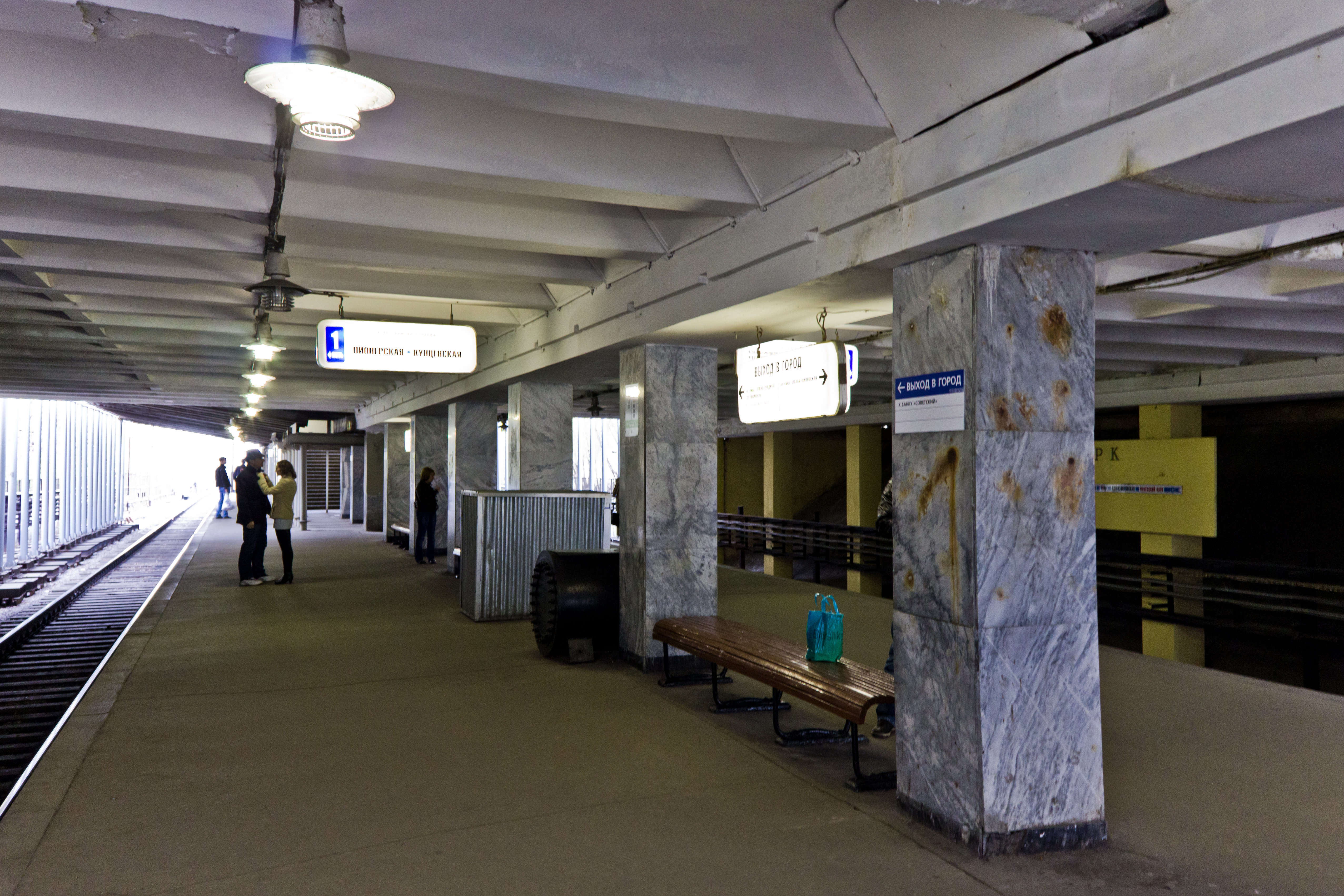
Вид станции
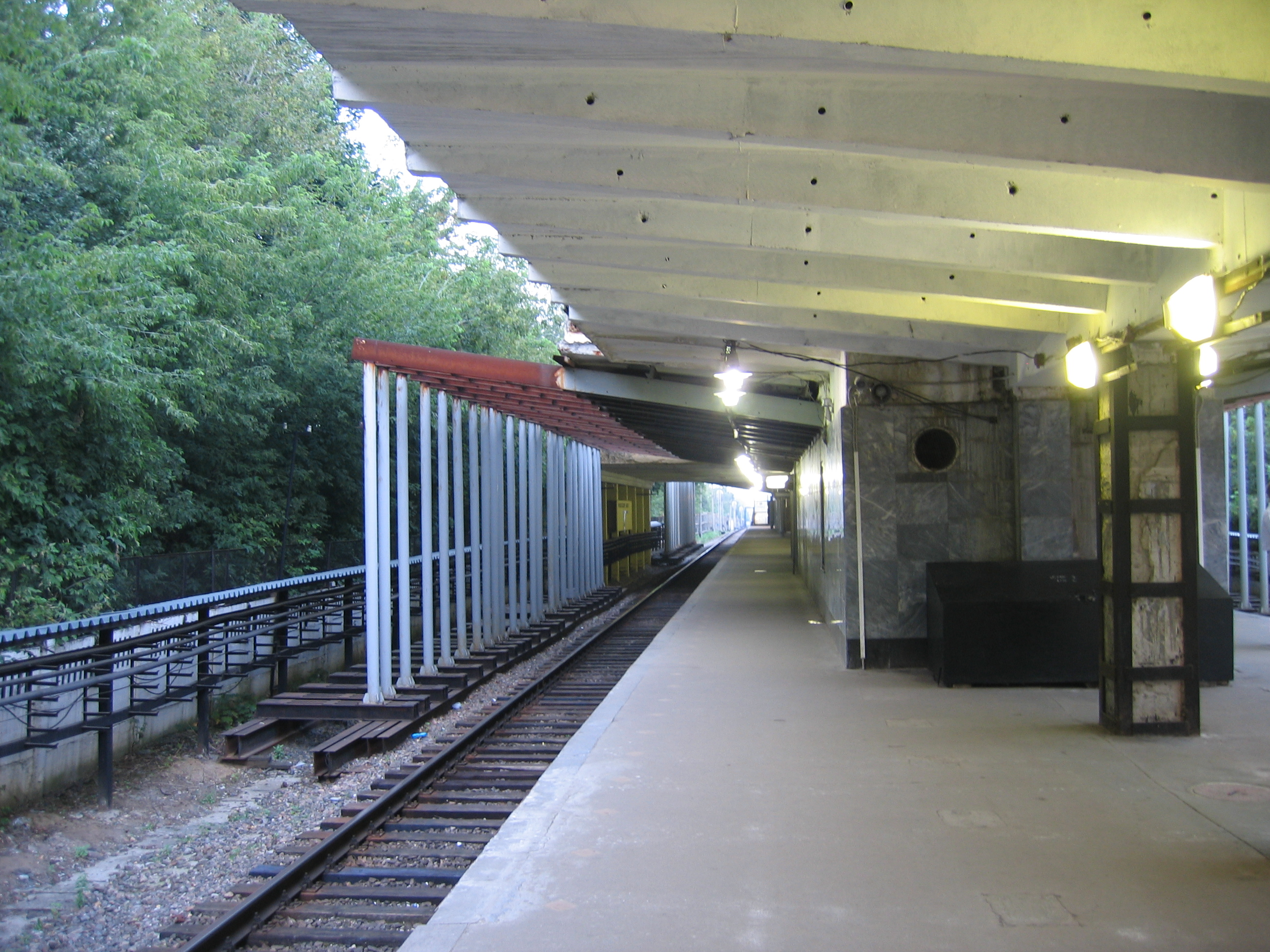
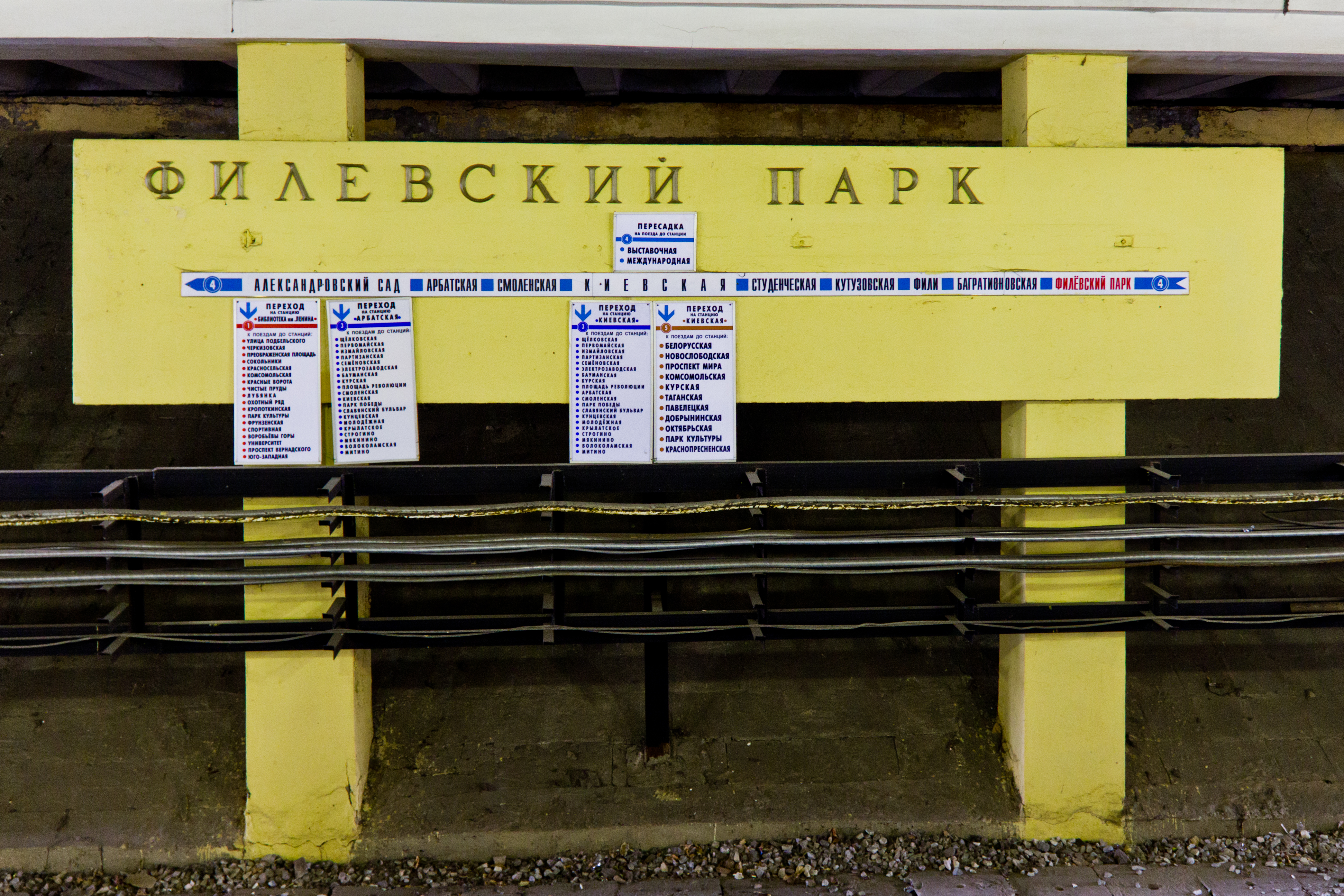
Путевая стена
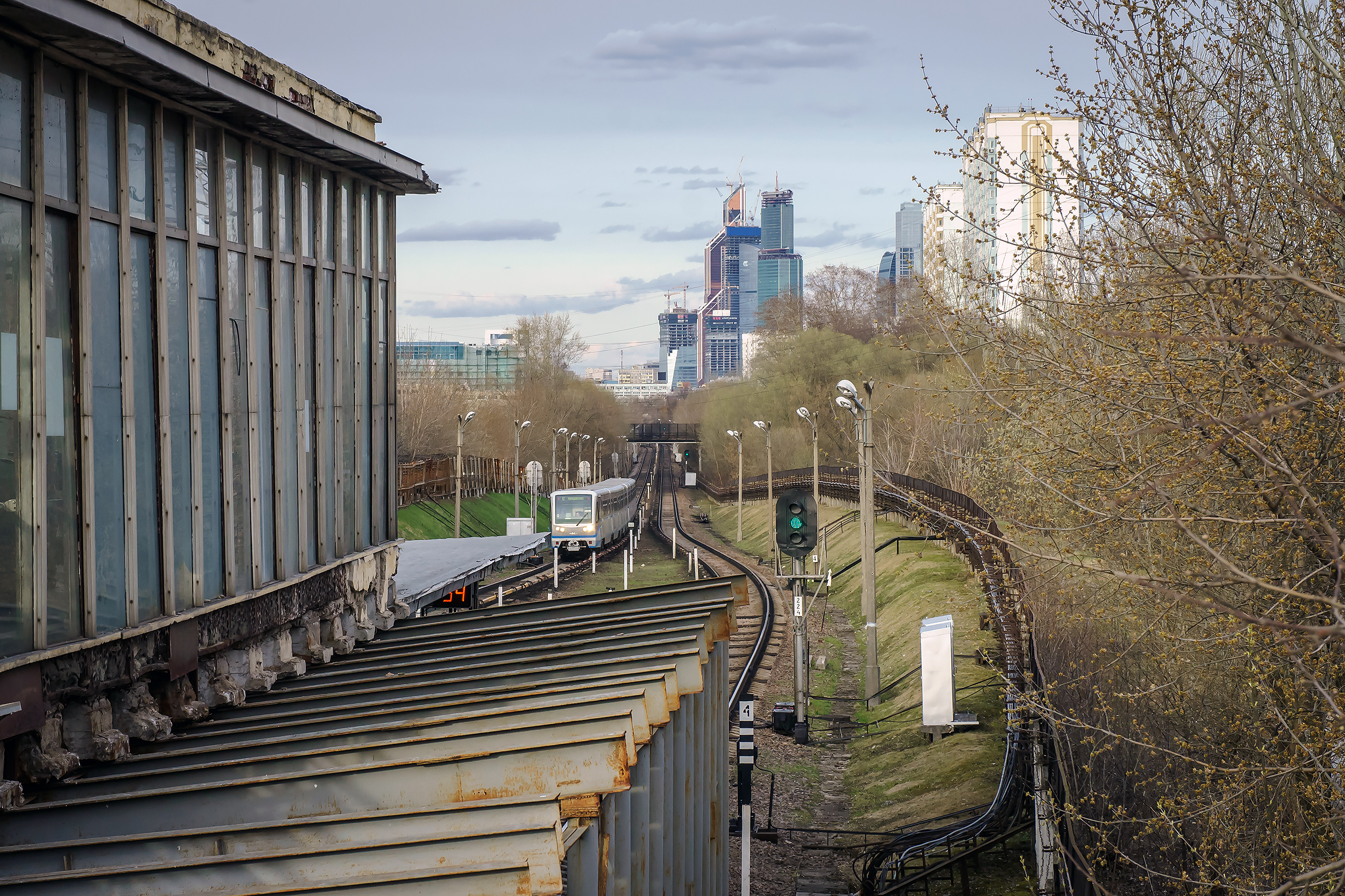
Вид на перегон «Багратионовская» — «Филёвский парк»

Станция после реконструкции
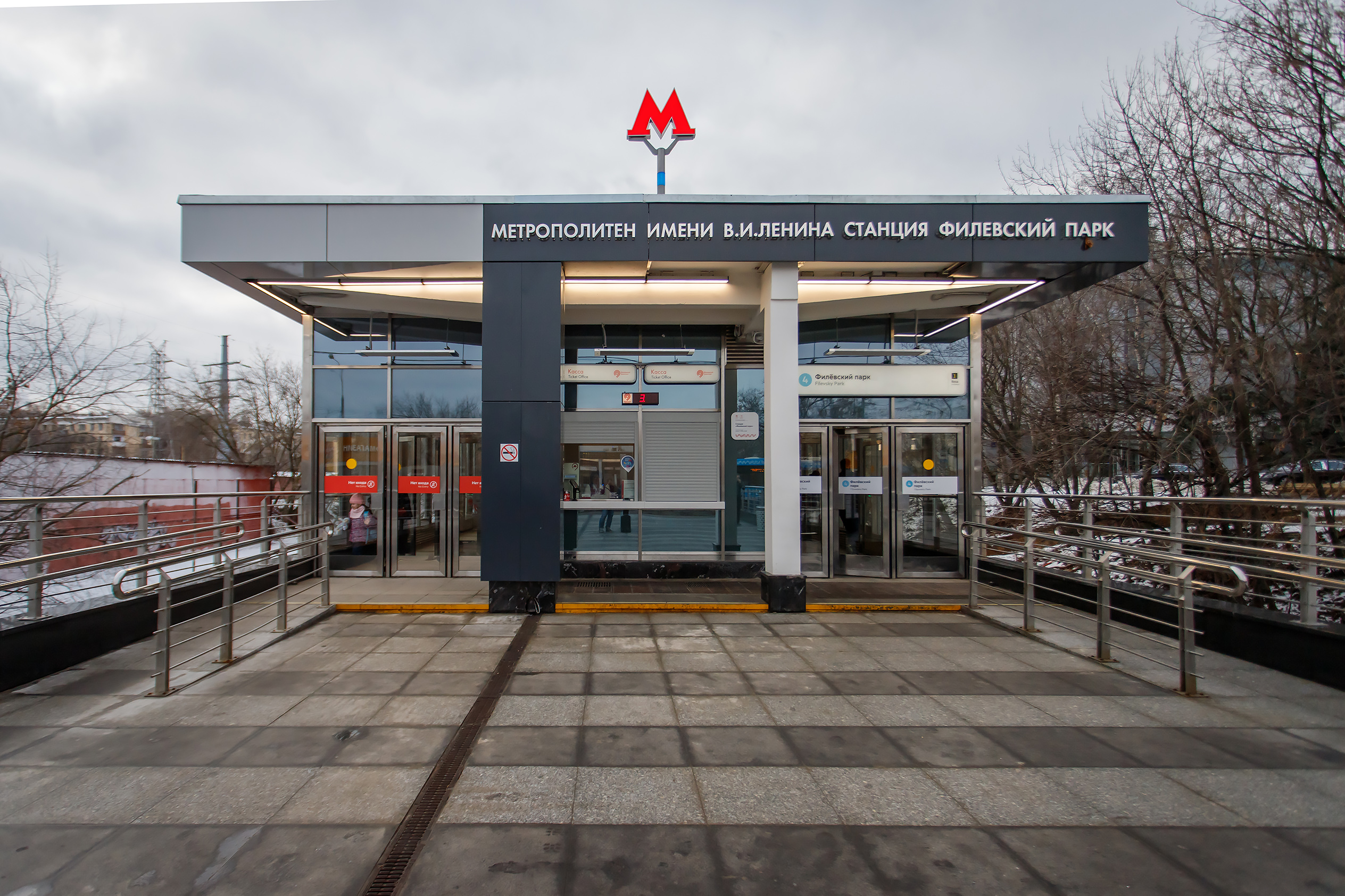
Западный вестибюль
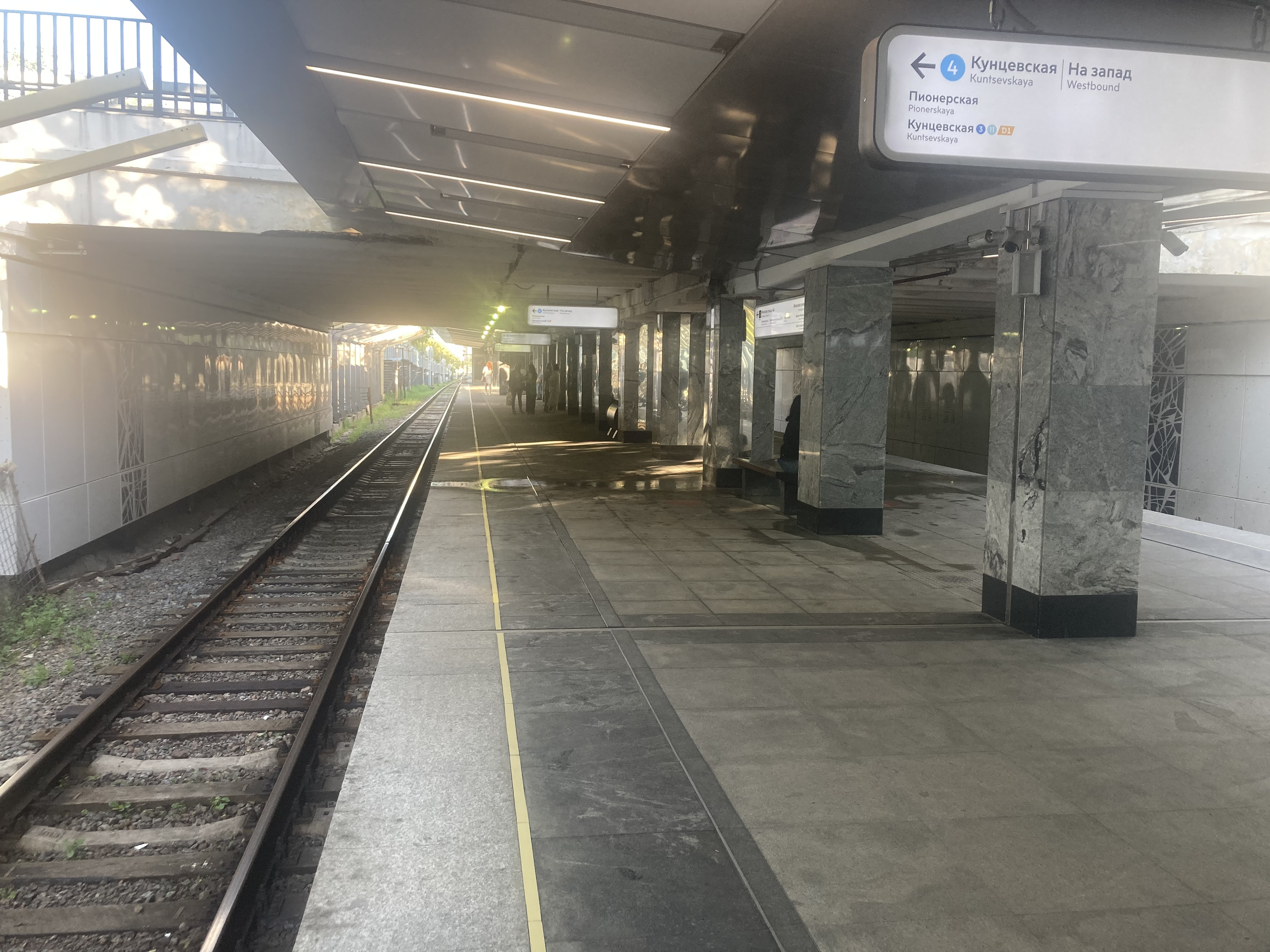
Вид на станцию
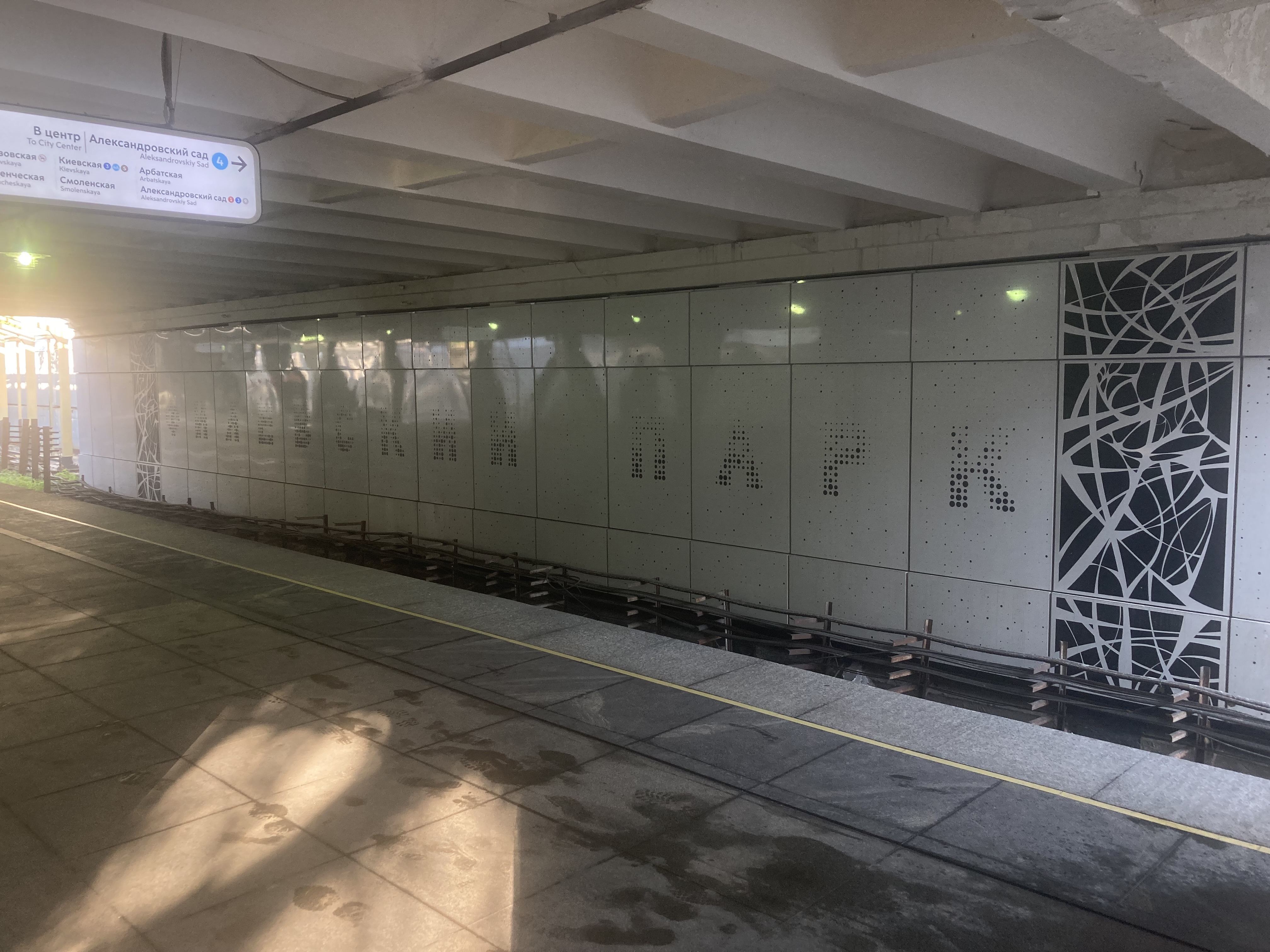
Путевая стена